# Mystérieuses Landes
Albums de Gérard Jaffrès
Nos premières années
(2008)
Mystérieuses Landes est le onzième album studio de Gérard Jaffrès après un album live en 2010. Il dédie son album au sud de la Bretagne (Morbihan, Océan Atlantique, Vilaine, Carnac...) et l'Ille-et-Vilaine, qu'il a découvert lors de ses tournées. La musique s'inspire des danses bretonnes.

## Pistes
Toutes les paroles sont écrites par G. Jaffrès, toute la musique est composée par G. Jaffrès.
| No  | Titre                           | Durée |
| --- | ------------------------------- | ----- |
| 1.  | Morbihan                        | 3:16  |
| 2.  | Quand nos cousins venaient      | 3:52  |
| 3.  | Fannie des fontaines            | 2:45  |
| 4.  | Le Béret blanc                  | 2:59  |
| 5.  | La Route du rhum                | 3:51  |
| 6.  | Sur les bords de la Vilaine     | 3:23  |
| 7.  | Ceux qui s'aiment pour toujours | 2:53  |
| 8.  | C'est pour aller plus vite      | 3:22  |
| 9.  | Maëline                         | 3:46  |
| 10. | Les Rues de ma ville            | 3:38  |
| 11. | La Maison sur l'Atlantique      | 4:03  |
| 12. | Si j'avais 20 ans aujourd'hui   | 3:08  |

## Enregistrement
- Réalisation artistique Julien et Gérard Jaffrès. Kelou Mad Production 2012
- Arrangements : Gérard et Julien Jaffrès (9)
- Arrangements quatuor à cordes : Bernard Van Crayenest
- Studio CDS Wemmel : Charly Debue
- Studio DADA Bruxelles : Jules Fradet

### Musiciens
- guitares électriques : Julien Jaffrès, Bernard Wrincq
- guitares acoustiques : Julien Jaffrès, Bernard Wrincq, Gérard Jaffrès
- guitares picking et bandjo : Bernard Van Crayenest
- basse : Gérard Jaffrès, Bernard Wrincq
- batterie : Rémy Polfliet, Jean Dubois
- piano : Julien Jaffrès, Bernard Wrinck
- cornemuse et flûtes : Yves Barbieux (Urban Trad)
- accordéon : Sophie Cavez (Urban Trad)
- violons : Sébastien Theunissen, Antoine Solmiac, quatuor à cordes
- chœurs : Géraldine Jaffrès, Laurence Mathieu, Sonia Pelgrims, Julien Grignon, Frédéric Lamory, Julien Jaffrès

## Réception
À l'été 2012, il était 5e des ventes en Bretagne.